# フラッピング
フラッピング（英: flapping）とは、母音に挟まれた歯茎音/t/, /d/, /n/が有声歯茎たたき音およびはじき音 [ɾ] に変化する音声現象のことである。一般に、アメリカ英語における顕著な発音変化として知られている。

## 概要
英語では、とある条件下において、無声歯茎破裂音 /t/, 有声歯茎破裂音 /d/, 歯茎鼻音 /n/ が非常に速く調音されることがある。これにより有声歯茎たたき音およびはじき音 [ɾ] のような発音に、日本語話者にとっては「日本語の『ラ行』の子音」のように聞こえる。この音声現象を一般にフラッピング（flapping）またはタッピング（tapping）といい、これによって生じる音を弾音（flap）またはたたき音（tap）という。

## 名称
日本語で「弾音化」と呼ぶこの現象について、フラッピング（flapping）とタッピング（tapping）のどちらを名称として用いるべきか、音声学者の間で議論が起こっている。
1つは「調音点」を基準とするもの。この場合、フラッピングの調音点は「後部歯茎（retroflex）」となり、タッピングの調音点は「歯茎（alveolar）」となる。
2つ目は「能動調音器官の動き」を基準とするもの。つまり舌がどの方向に動くかによって区別されるとしている。この場合、後述する『調音方法』にあるとおりに分類できる。Ladefoged（2006）は、この基準を支持している。
なお、音声学においては、伝統的に「フラッピング」という用語が用いられている。また、国際音声記号の一覧表ではtap and flapと併記されている。

## 生起環境
ここでは、tの弾音化（t-flapping / t-tapping）について解説する。一般的に広く知られている、tの弾音化が生じる条件（生起環境）とは主に以下の２つである。但し、以下の条件に合致していても、弾音化が生じない場合がある事に注意されたい。
- 1語内で起きる弾音化

　　/t/ が2つの母音に挟まれている場合。但し、/t/ に後続する母音は、アクセントがない場合に限る。e.g., water, better
- 2語に跨る形で起こる弾音化

　　/t/ が単語の境界を越えて、2つの母音に挟まれている場合。e.g, get up, shut up
上記で挙げた4つの例では、1語内で起きる場合も、2語に跨る場合も、どちらも母音に挟まれていることを条件とするため、この /t/ をintervocalic-tと呼ぶことが多い。1語内で起きる弾音化の場合、/t/ に後続する母音には、アクセントがあってはならない。一方、2語に跨る形で起こる弾音化の場合、/t/ に後続する母音には、アクセントがあっても無くても良い。

## 調音方法
ここでは、tの弾音化について解説する。音声学上、弾音化された /t/ は、舌尖や舌端が歯茎から非常に速く離れ、受動調音器官（歯茎）と能動調音器官（舌尖・舌端）の接触が非常に短くなる。また、「たたき音（tap）」と「はじき音（flap）」で舌の動かし方が異なる。
- たたき音（tap）

舌の上下運動によって発音される。
- はじき音（flap）

舌を後ろから硬口蓋あたりに当てて発音する。
加えて、たたき音（tap）やはじき音（flap）の発音の仕方とは異なる弾音も存在する。例えば、better /betər/ の /t/ の音は、後ろに /r/ の音がある関係で、はじき音の舌の動きとは逆になり、舌を前から硬口蓋あたりに当てて、後ろに送らせて発音する。

## 分布

### アメリカ英語
弾音化はアメリカ英語によく見られる。それは、例えば友人や親子の会話など、カジュアルな場面だけに留まらず、実際には演説や議会討論等、正式な場でも用いられる。

### イギリス英語
イギリス英語では弾音化は起こらない、ということが一般的によく知られている。実際、イギリス英語では弾音化が発生する条件下にある /t/ は、明瞭に発音される傾向にある。
しかし、イギリスの一部の方言においては、弾音化の使用が示唆されている。例えば、Lindsey（2019: 69）は、at, get, it, not, what などの短い単語の語末にある /t/ のすぐ後に母音が続くとき、弾音化が生じる可能性を指摘している。

## 音声表記[7]
- 有声歯茎たたき音およびはじき音: [ɾ]

特定の発音を強調するために、一般アメリカ英語（General American）を取り扱う英語音声学の書籍の中には、tの弾音化を [ɾ] と表記するものがある。
- 有声歯茎閉鎖音: [d]

英語母語話者の耳には、tの弾音化した異音が、無声歯茎破裂音 /t/ の音素とは全く違う別の音素ではなく、有声歯茎破裂音 /d/ の音素の変種のひとつとして聞こえることがあるため、その可能性を示唆するために、[d] の表記を使用することがある。
- 無声歯茎閉鎖音に有声化の補助記号が付いたもの: [t̬]

Wells（2008）と Jones et al.（2011）では、無声歯茎破裂音 /t/ を国際音声字母の「有声化（voiced）」を示す補助記号 [ ̬ ] と組み合わせて、[t̬] という音声表記を採用している。この音声表記には、音声表記を転写する際に正書法との違和感がないことや、同じ単語を異なる音韻の文脈で使用する際に、同じような記号を使用できるという利点がある。
このことから、/t/ の弾音化を「tの有声化（t-voiced）」と表記する書籍もあるが、弾音化と有声化を同一視するべきか否かについては、現在でも音声学者の間で意見が分かれている。

## tの声門閉鎖音化との関係
tの声門閉鎖音化とtの弾音化は、いわゆる「相補分布」の関係にある。つまり、tの弾音化が出現する環境では、tの声門閉鎖音化は出現せず、tの声門閉鎖音化が出現する環境では、tの弾音化は出現しない。

## 代表例
- water
- party
- better
- butter
- item
- quarter
- later
- little
- winter
- editor
- not at all